# Volcán en escudo

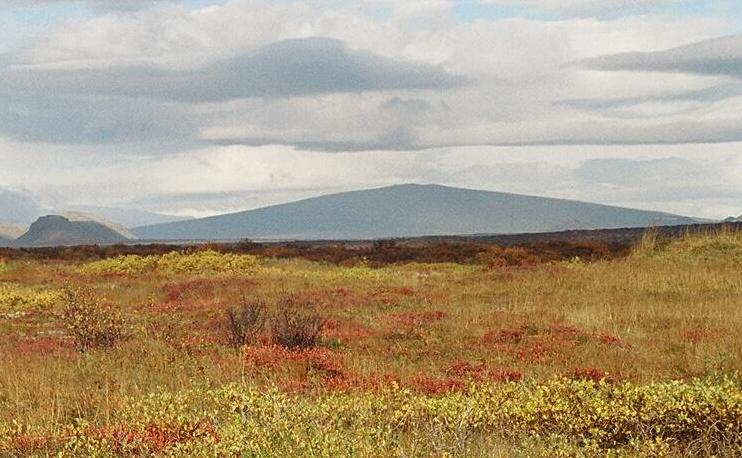
De la forma del volcán Skjaldbreidur en Islandia deriva el concepto de volcán en escudo

Un volcán en escudo es un volcán de grandes dimensiones y está formado a partir de las capas de sucesivas erupciones basálticas fluidas, por este motivo tienen una pendiente esponjosa. Es un término similar al de caldera volcánica.
Junto con los volcanes compuestos ,(conocidos como conos compuestos), los volcanes en escudo tienen erupciones recurrentes que pueden durar millones de años.

## Etimología
El nombre viene de una traducción de Skjaldbreiður, un volcán en escudo de Islandia cuyo nombre quiere decir “Escudo Ancho”, dado que recuerda el escudo de un guerrero.

## Formación

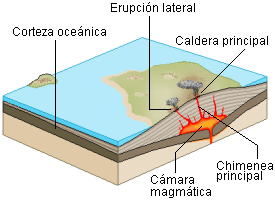
Diagrama de un volcán en escudo.

Los volcanes en escudo se forman por corrientes de lava de baja viscosidad –esto es, lava que fluye con facilidad-. Una montaña volcánica que tiene un perfil ancho –perfil cónico de base mucho mayor que su altura- se va formando en el tiempo a base de riadas de una lava basáltica relativamente fluida que proviene de fisuras –chimeneas- en la superficie del volcán. Muchos de los mayores volcanes de la tierra son de este tipo. El más grande es el Mauna Loa en Hawái; todos los volcanes en esas islas son volcanes en escudo.
Este tipo de volcanes pueden ser tan grandes que en ocasiones se confunden con cadenas montañosas, como la cordillera Ilgachuz y la Cordillera Rainbow, ambas situadas en Canadá. Estos volcanes se formaron cuando la Placa Norteamericana pasó por encima de un punto caliente similar al que alimenta los volcanes de las Islas Hawái, llamado punto caliente Anahim.
También hay volcanes en escudo, por ejemplo, en Washington, Oregón, y las Islas Galápagos. El Pico del Horno, en la Isla Reunión, es uno de los volcanes en escudo más activos del mundo, con una media de una erupción al año.

## Características

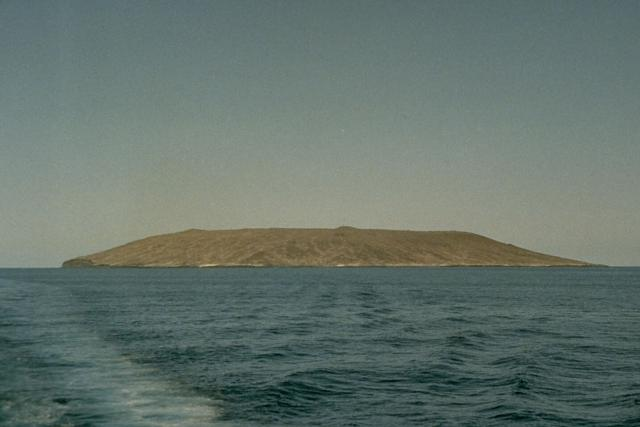
La isla Tortuga en el mar de Cortés es un volcán en escudo

La viscosidad del magma depende de su temperatura y composición. El magma de los volcanes de las islas Hawái sale a 1200 °C, mientras que la mayoría de los volcanes continentales expulsan lava a 850 °C, compuesta habitualmente por lava ácida. Por lo fluida que es la lava en los volcanes en escudo, no se dan grandes erupciones muy explosivas. Las explosiones más fuertes se dan cuando entra agua por alguna chimenea. También hay explosiones por expansión de gases, que pueden producir espectaculares proyecciones de lava de baja viscosidad.
Se sabe que también en otros planetas se forman volcanes en escudo. La mayor montaña conocida en el sistema solar, monte Olimpo en Marte, es un volcán en escudo que se cree extinguido. Los volcanes en escudo presentes en Marte son más altos y más masivos que los terrestres, hecho que probablemente se debe a la ausencia de placas tectónicas en Marte.

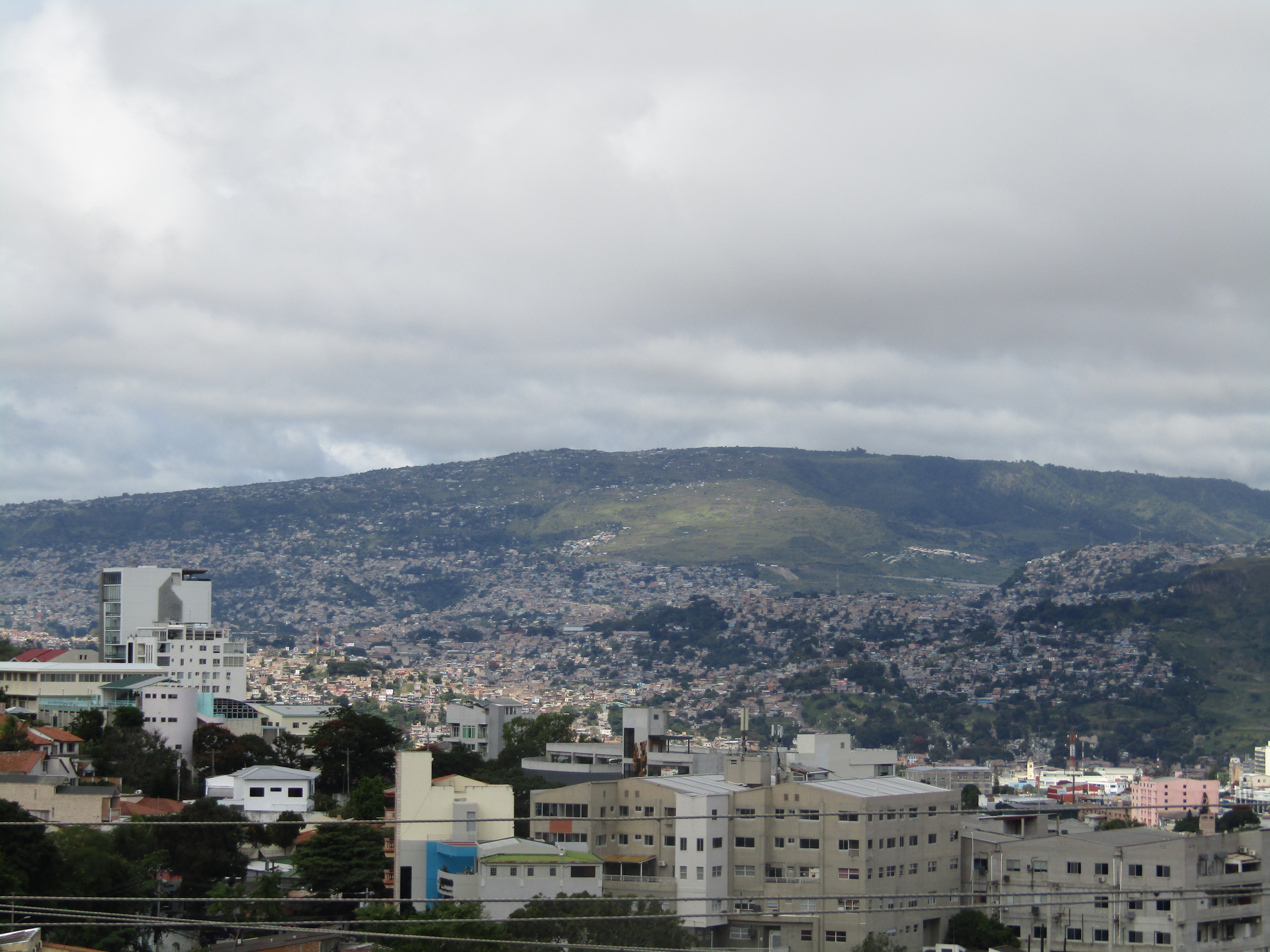
El volcán pedregal en Honduras debido a su inactividad y tamaño tiene una parte de la ciudad de Comayagüela en el.

En la tierra, por la existencia de placas tectónicas y por su desplazamiento, los puntos calientes “fijos” presentes en el interior de la corteza terrestre producen cadenas montañosas volcánicas, de manera que los volcanes individuales que se forman son más pequeños de lo que podrían ser si no hubiera desplazamientos de las placas.
Los volcanes en escudo se dan a lo largo de los límites de las placas tectónicas o encima de puntos calientes. Sin embargo, los numerosos y grandes volcanes en escudo presentes en la cordillera de las Cascadas, al norte de California y Oregón se dan por causas más complejas.